# Abd-Allah ibn Jahsh
 'Abd-Allâh ibn Jahsh (arabe : عَبْد ٱلله ابْن جَحْش) (586 – 625) était un cousin et un compagnon du prophète de l'islam, Mahomet.

## Description physique
Il a été décrit comme «ni grand ni petit et avait beaucoup de cheveux». 

## Famille
Il était le fils de Jahsh ibn Riyab, un immigré à la Mecque de la tribu des Bani Assad et Umayma bint Abd al-Muttalib, la tante de Mahomet, membre du clan Bani Hashim de la tribu Quraysh. L'une de ses sœurs était Zaynab bint Jahsh, une des épouses de Mahomet. Le clan de Abdallah était en alliance avec Harb ibn Umayyah et son fils Abu Sufyan. 
Il a épousé Fatima bint Abi Hubaysh,  qui était du même clan de celle de Khadijah, la première épouse de Mahomet, du clan Bani Assad de Quraysh,  et ils ont eu un fils, du nom de Muhammad:215.

## Conversion à l'islam
Abd-Allah ibn Jahsh s'est converti à l'islam sous l'influence d'Abou Bakr . Il rejoint d'autres musulmans lors de la deuxième émigration en Abyssinie en 616:146. Il est retourné à La Mecque à la fin de 619 et a été l'un des premiers à émigrer à Médine en 622 .  

## Batailles
Mahomet a envoyé Ibn Jahsh à la tète d'une expédition vers l'oasis de Nakhla sur la route de La Mecque à Ta'if en janvier 624, avec sept autres compagnons. Mahomet avait donné à Abd-Allah une lettre, avec des instructions de ne pas l'ouvrir qu’après deux jours de marche. Après l'avoir ouvert; Mahomet lui commandait d'observer les mouvements de la  caravane de Qoreish. Lorsque celle ci a traversé Nakhlah, Abd-Allah a exhorté ses compagnons à attaquer les marchands malgré le fait que c'était encore le mois sacré de Rajab, où les combats étaient interdits selon les coutumes des arabes . Au cours de la bataille, l'un des marchands Koreishites  a été tué et deux autres ont été capturés, et les marchandises de la caravane saisies. Au début, Mahomet a désapprouvé les actions d'Abd-Allah, disant: "Je ne vous ai pas demandé de vous battre pendant le mois sacré." Il a dû payer le prix du sang (diya) pour les victimes du raid sur la caravane de Qoreish et les biens réquisitionnés remis à leurs propriétaires. Mais plus tard, une révélation coranique minimisait la portée sacrilège de l'acte commis par Abdallah. 

## Mort
Abd-Allah ibn Jahsh a été tué lors de la Bataille d'Uhud par Akhnas ibn Shariq . Les femmes mecquoises, par vengeance, avaient mutilé son cadavre en lui coupant le nez et les oreilles.  